# جوش سرد

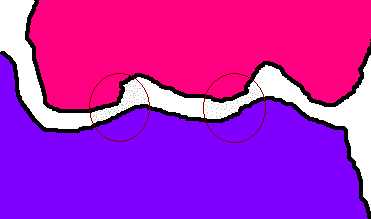
جوش سرد بین ذرات نزدیک به هم اجسام روی می‌دهد.

جوش سرد (به انگلیسی: Cold welding) یا جوش تماسی (به انگلیسی: Contact welding)، نوعی ایجاد پیوند بسیار قوی بین دو جامد است که بدون نیاز به حرارت و ذوب کردن محل اتصال انجام می‌شود. اولین بار این پدیده در دههٔ ۱۹۴۰ مشاهده گردید. وقتی که دو سطح کاملاً صاف و بدون هرگونه پوشش و آلودگی از فلزی در خلأ به هم نزدیک می‌شوند بین آن دو پیوندی بسیار قوی به وجود می‌آید. این پدیده در ساخت ادوات در ابعاد نانو کاربرد فراوان دارد.
جوش سرد در اتصال سیم‌های جامد مسی کاربرد زیادی دارد. سر دو سیم متفاوت در داخل گیره‌هایی قرار می‌گیرند و به هم پرس می‌شوند. این فرایند تا زمانی که اتصال جامد بین سیم‌ها برقرار شود تکرار می‌شود. برای جوشکاری سیم‌های کوچک می‌توانیم از ابزار آلات دستی استفاده کنیم ولی برای سیم‌های بزرگتر به ابزار آلات هیدرولیکی نیاز داریم. اتصال سیم‌ها با این روش سخت‌تر از سیم‌های عادی است.

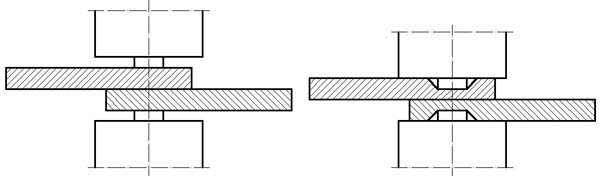
سطح مقطع جوش سرد - قبل و بعد از اتصال

## چگونگی برقراری پیوند
این پدیده هنگامی روی می‌دهد که اتم‌های دو قطعه مورد نظر، به قدر کافی به هم نزدیک شوند و بین آن‌ها هیچ لایهٔ مزاحمی وجود نداشته باشد. در این حالت اتم‌ها می‌توانند با هم پیوند برقرار کنند.
دلیل روی‌دادن این پدیده توسط ریچارد فاینمن چنین شرح داده شده است:
دلیل رویداد این رفتار غیرمنتظره آن است که وقتی اتم‌های تماس داده شده از دو قطعه، کاملاً مشابه باشند، هیچ راهی برای اتم‌ها وجود ندارد تا بفهمند در قطعات مختلفی قرار دارند. اما وقتی لایه‌هایی مانند اکسید و چربی و سایر آلودگی‌های دیگر بین دو قطعه وجود داشت باشد اتم‌ها می‌فهمند که همه آن‌ها در یک قطعه قرار ندارند.
درس‌های فیزیک فاینمن، بخش ۱۲–۲

## کاربرد در صنایع فضایی
ماهوارههای قدیمی مشکلات مکانیکی زیادی را به دلیل جوش سرد تجربه می‌کردند. در مقاله‌ای که در سال ۲۰۰۹ توسط آژانس فضایی اروپا منتشر شده است از جوش سرد به عنوان یکی از مشکلاتی که طراحان وسایل فضایی باید آن را به دقت در نظر بگیرند یاد شده است. در این مقاله به [فضاپیمای گالیله] ارجاع داده شده است.
یکی از مشکلات جوش سرد این است که حرکت نسبی بین سطوح جوش داده‌شده را در نظر نمی‌گیرد. این موضوع می‌تواند علائم گالینگ، خوردگی و چسبندگی را ایجاد کند. به‌طور مثال یک اتصال می‌تواند ناشی از جوش سرد و گالینگ باشد. در نتیجه جوش سرد و گالینگ کاملاً مجزا از هم نیستند.

## کاربرد در نانو
برخلاف پروسه ایجاد جوش سرد در ابعاد ماکرو که معمولاً نیازمند به‌کارگیری نیروهای بزرگ فشاری است، دانشمندان کشف کرده‌اند که نانو سیمهای تک کریستال و نازک طلا (قطر کمتر از ده نانومتر) می‌توانند در کسری از ثانیه و تنها به کمک تماس مکانیکی تحت فشار کوچکی با هم جوش سرد بخورند. میکروسکوپ‌های الکترونی و اندازه‌گیری‌های دقیق فضایی نشان می‌دهند که جوش سرد در سیم‌ها تقریباً عالی عمل می‌کند و باعث یکسان شدن جهت کریستال و قدرت و رسانایی الکتریکی با بقیه نانو سیم می‌شود. کیفیت بالای این جوش‌ها معمولاً ناشی از ابعاد نانو قطعه، مکانیزم‌های اتصال جهت دار و پخش سطحی مکانیکی سریع است. علاوه بر اتصال سیم‌های طلا با هم، برای انواع دیگر سیم هم از جوش سرد می‌توانیم استفاده کنیم. از جوش سرد برای اتصال سیم‌های طلا و نقره و سیم‌های نقره و نقره هم استفاده می‌شود که نشان دهنده کاربرد عمومی این پدیده است و می‌تواند دید بهتری از مراحل اولیه جوش سرد برای فلزات در ابعاد ماکرو ارائه دهد.